# Данвил (Канзас)
Данвил (енгл. Danville) град је у америчкој савезној држави Канзас.

## Демографија
По попису из 2010. године број становника је 38, што је 21 (-35,6%) становника мање него 2000. године.
| Група             | 2000.      | 2010.       |
| Белци             | 57 (96,6%) | 38 (100,0%) |
| Афроамериканци    | 0 (0,0%)   | 0 (0,0%)    |
| Азијати           | 0 (0,0%)   | 0 (0,0%)    |
| Хиспаноамериканци | 0 (0,0%)   | 0 (0,0%)    |
| Укупно            | 59         | 38          |